# Lepidostoma carrolli
Lepidostoma carrolli är en nattsländeart som beskrevs av Oliver S. Flint Jr. 1958. Lepidostoma carrolli ingår i släktet Lepidostoma och familjen kantrörsnattsländor. Inga underarter finns listade i Catalogue of Life.